# Pfizer
Pfizer Inc. je ameriška multinacionalna farmacevtska korporacija. Spada med največja svetovna farmacevtska podjetja in je bila leta 2018 na seznamu Fortune 500 uvrščena na 57. mesto med največjimi ameriškimi korporacijami po skupnem prihodku. Od leta 2004 do leta 2020 je bila vključena tudi v borzni indeks Dow Jones Industrial Average; avgusta 2020 jo je v indeksu zamenjala družba Amgen. Pfizer je bila ustanovljen leta 1849 in je poimenovan po svojem ustanovitelju Charlesu Pfizerju. Leta 2018 je napovedala združitev z britansko multinacionalko GlaxoSmithKline. 

## Izdelki
Pfizer, ki ima sedež v mestu New York, razvija in proizvaja zdravila in cepiva za širok spekter medicinskih področij, vključno z imunologijo, onkologijo, kardiologijo, endokrinologijo in nevrologijo. Med njegove prodajne uspešnice spadajo zdravilo Lipitor (atorvastatin), ki se uporablja za zniževanje ravni LDL holesterola; Lyrica (pregabalin) za zdravljenje nevropatske bolečine in fibromialgije; Diflucan (flukonazol), peroralno protiglivično zdravilo; Zihromax (azitromicin), antibiotik; Viagra (sildenafil) za erektilno disfunkcijo; Celebrex (tudi Celebra, celekoksib), protivnetno zdravilo. Skupno proizvaja več kot 30 originalnih zdravil. Zdravilo, ki ji v svetovnem merilu prinaša največje zaslužke in je njeno najpogosteje predpisovano zdravilo, je Lipitor.

### Cepivo proti covidu-19
Maja 2020 je Pfizer v sodelovanju z nemško biotehnološko družbo BioNTech začel razvijati cepivo proti covidu-19. Julija 2020 sta družbi sporočili, da jima je Uprava ZDA za hrano in zdravila po hitrem postopku izdala dovoljenje za začetek preskušanja cepiva. Preskušanje se je začelo konec julija na 30.000 osebah, ZDA pa naj bi družbi za 100 milijonov odmerkov plačale 1,95 milijarde dolarjev. Cena je bila za ZDA ocenjena na 39 USD in naj se ne bi za nobeno državo v svetu znižala vse do konca pandemije. Predsednik uprave Pfizerja je to pojasnil s tem, da gre za zasebni družbi, katerih namen je ustvarjanje dobička. Septembra 2020 sta družbi Pfizer in BioNTech sporočili, da se z Evropsko komisijo dogovarjata za začetnih 200 milijonov odmerkov cepiva, 100 milijonov odmerkov pa bi jih bilo lahko dobavljenih pozneje.
Oktobra 2020 je Pfizer sporočil, da je začel cepivo proti covidu-19, ki ga je razvil BioNTech, preskušati na številnih preskušancih, vključno z otroki, starimi 12 let ali več. To je bilo prvo preskušanje cepiva proti koronavirusu v ZDA, v katerega so vključili otroke. 9. novembra 2020 je Pfizer sporočil, da je cepivo več kot 90-odstotno učinkovito.
Leta 2021 je Pfizer razvil tableto proti covidu-19 in jo združil z zdravilom za HIV. Zdravilo z imenom PF-07321332 naj bi zmanjšalo tveganje za hospitalizacijo ali smrt za 89 odstotkov.